# Samuel T. Francis
Samuel Todd Francis, född 29 april 1947, död 15 februari 2005, känd som Sam Francis, var en amerikansk vit nationalist, författare och syndikerad kolumnist i USA. 
Han var kolumnist och redaktör vid den konservativa The Washington Times till dess att han fick sparken efter att ha gjort rasistiska uttalanden vid American Renaissances konferens 1995. Francis blev senare en "dominerande kraft" vid Council of Conservative Citizens, en invandringskritisk grupp som framställer svarta negativt. Francis var chefredaktör för organisationens nyhetsbrev, Citizens Informer, fram till sin död 2005.
Forskaren George Michael identifierade Francis som en av "den radikala högerns högkalibriga intellektuella".